# Kabinett Wittemann
Das Kabinett Wittemann bildete vom 20. November 1930 bis 18. September 1931 die Landesregierung von Baden.
In seiner 2. Sitzung vom 20. November 1930 wählte der Landtag den Staatspräsidenten und dessen Stellvertreter.
In der 52. Sitzung des Landtags vom 30. Juni 1931 kam es zu einer großen Kabinettsumbildung, wobei die DVP in die Regierungskoalition aufgenommen wurde.
| Amt                   | Name | Partei    |
| --------------------- | --- | --------- |
| Staatspräsident       | Franz Josef Wittemann † 10. September 1931                                                                  | Z         |
| Inneres               | Franz Josef Wittemann Emil Maier ab 30. Juni 1931                                                           | Z SPD     |
| Justiz                | Adam Remmele Franz Josef Wittemann ab 30. Juni 1931 bis † 10. September 1931 Josef Schmitt geschäftsführend | SPD Z Z   |
| Kultus und Unterricht | Adam Remmele Josef Schmitt ab 30. Juni 1931                                                                 | SPD Z     |
| Finanzen              | Josef Schmitt Wilhelm Mattes ab 30. Juni 1931                                                               | Z DVP     |
| Staatsräte            | Emil Maier bis 30. Juni 1931 Leopold Rückert ab 30. Juni 1931 Fridolin Heurich ab 30. Juni 1931             | SPD SPD Z |